# Náklady obětované příležitosti
Náklady obětované příležitosti, doslova „náklady na příležitost“, „náklady příležitosti“, jsou implicitní náklady vzniklé nevyužitím výhody spojené s volbou nejlepší alternativy. V ekonomii odpovídají hodnotě nejhodnotnější činnosti (statku), které se musí ekonomický subjekt vzdát ve prospěch jiné činnosti (jiného statku).
Např. tím, že se člověk rozhodne jít večer do kina, se zbaví možnosti v ten samý čas pracovat přesčas a vydělávat peníze. Tato nezískaná mzda je nákladem obětovaným příležitosti jít do kina.
Náklady obětované příležitosti jsou základní ekonomický koncept. V ekonomii se vždy používají ekonomické náklady, které v sobě zahrnují jak explicitní náklady (tzn. skutečně vynaložené peníze, materiál, atd.), tak i implicitní náklady neboli náklady obětované příležitosti. Podle tohoto postupu pak definujeme ekonomický zisk, který je rozdílem mezi celkovým příjmem a ekonomickými náklady. Je důležité rozlišovat ekonomický zisk a účetní zisk, který neobsahuje implicitní náklady. Často se lze setkat s tvrzením, že firmy dosahují nulového ekonomického zisku. To neznamená, že by podnikatel strádal, neměl žádný zisk (účetní zisk), ale že dosahuje právě takového zisku, kterého by dosahoval, kdyby se věnoval své nejvýhodnější alternativě (např. podnikal v jiném oboru).
Při rozhodování je třeba vždy brát v úvahu i náklady obětované příležitosti, jen tak získáme skutečné náklady dané činnosti. Opomenutí alternativních nákladů vede k domněnce, že některé činnosti nic nestojí. Je však třeba dát pozor na fakt, že náklady obětované příležitosti jsou hodnotou pouze jedné, a to té nejhodnotnější alternativy. Nikoliv sumou ostatních alternativ.
Práce s náklady obětované příležitosti je důležitá nejen například v přímo v ekonomii podniků, politologii a tak podobně, ale zejména při rozhodování v běžném životě. Lidé mají totiž často tendenci náklady obětované příležitosti opomínat a dělají proto často špatná rozhodnutí. Každé rozhodnutí, ať už na individuální nebo společenské úrovni, s sebou nese náklady obětované příležitosti, které je potřeba brát v potaz při jeho realizaci.

## Původ pojmu
Koncept poprvé popsal francouzský ekonom Frédéric Bastiat, ve 20. století jej potom podrobně popsal a rozvinul rakouský ekonom Friedrich von Wieser. Zapadá velmi elegantně do teorie rakouské školy, která pracuje s preferenčními škálami. Na nich jsou jednotlivé alternativy seřazeny sestupně podle preference. První položka je nejvíce žádoucí variantou, druhá méně žádoucí, třetí ještě méně... Přirozeně odsud plyne, že kdokoliv se rozhoduje, musí srovnávat užitek minimálně dvou variant. Z důrazu na náklady obětované příležitosti vznikla v rakouské ekonomii tzv. monistická teorie hodnoty, která odvozovala i náklady z druhé nejlepší příležitosti k využití statku. Koncept nákladů obětované příležitosti přejala a do svého aparátu začlenila i neoklasická ekonomie, a dodnes s ním běžně pracuje. Je to jeden z prvků rakouské školy, který se stal respektovanou součástí aparátu mainstreamové ekonomie.